# هيرب ورث
هيرب ورث (بالإنجليزية: Herb Worth)‏ هو لاعب كرة قاعدة أمريكي، ولد في 2 مايو 1847 في بروكلين في الولايات المتحدة، وتوفي بنفس المكان في 27 أبريل 1914.

## وصلات خارجية
- هيرب ورث على موقعبيزبول رفرنس.كوم (الدوري الرئيسي) (الإنجليزية)